# 1905 na ciência

## Eventos
- 2 de Janeiro - Descoberta de Elara - satélite de Júpiter (o maior planeta do Sistema solar).
- 3 de março - Os alemães Fritz Schaudinn e Erich Hoffmann descobrem a bactéria da sífilis.
- 5 de abril - Parte do porto de Manaus missão oficial do Ministério das Relações Exteriores para levantamento geográfico e antropológico do Rio Purus. Chefiado pelo Escritor Euclides da Cunha, resultou em uma das mais profundas obras sobre a Amazônia daquele tempo, o livro "À Margem da História".
- 1 de julho - Albert Einstein expõe a Teoria da Relatividade, sendo publicada em  28 de setembro 'Annalen der Physik'
- 5 de Outubro - Os irmãos Wright voam 38 minutos com o Wright Flyer III
- William Bateson cria o termo "genética" em uma carta para Adam Sedgwick[1] e em uma reunião em 1906[2]
- Fritz Haber e Carl Bosch desenvolvem o Processo de Haber para fazer amônia usando seus elementos, um marco na indústria química com profundas consequências na agricultura.[3]
- Albert Einstein publica as suas descobertas sobre o efeito fotoelétrico, movimento Browniano e a teoria especial da relatividade, além da famosa equação E = mc². Os seus artigos são coletivamente chamados "artigos do Annus Mirabilis", e foram publicados no Annalen der Physik em 1905.[4][5]

## Nascimentos
| Data           | Nome                                             | Profissão                        | Nacionalidade                         | Observações                                                        | Ref                 |
| -------------- | ------------------------------------------------ | -------------------------------- | ------------------------------------- | ------------------------------------------------------------------ | ------------------- |
| 1 de janeiro   | Stanisław Mazur                                  | matemático                       | Polónia                               | m. 1981                                                            |                     |
| 1 de fevereiro | Emilio Gino Segrè                                | físico                           | Itália                                | m. 1989 Nobel da Física 1959                                       | [ 6 ]               |
| 1 de fevereiro | Ernst Stueckelberg                               | matemático e físico              | Suíça                                 | m. 1984 Medalha Max Planck 1976                                    | [ 7 ]               |
| 2 de fevereiro | Ayn Rand                                         | filósofa objectivista            | União Soviética                       | m. 1982                                                            |                     |
| 2 de março     | James Johnston Stoker                            | matemático                       | Estados Unidos                        | m. 1992 Medalha Timoshenko 1970                                    | [ 8 ]               |
| 14 de março    | Raymond Aron                                     | sociólogo e filósofo             | França                                | m. 1983                                                            |                     |
| 26 de março    | Viktor Frankl                                    | médico e psiquiatra              | Áustria                               | m. 1997                                                            |                     |
| 13 de abril    | Bruno Rossi                                      | físico                           | Itália                                | m. 1993 Medalha Matteucci 1991                                     | [ 9 ]               |
| 16 de abril    | Oleg Kerensky                                    | engenheiro civil                 | Império Russo                         | m. 1984 Medalha de Ouro do IStructE 1977                           | [ 10 ]              |
| 8 de maio      | Karol Borsuk                                     | matemático                       | Polónia                               | m. 1982                                                            |                     |
| 25 de maio     | Maurice Anthony Biot                             | físico                           | Bélgica / Estados Unidos              | m. 1985 Medalha Timoshenko 1962 Medalha Theodore von Karman 1967   | [ 8 ] [ 11 ]        |
| 5 de junho     | Augusto Vaz Serra                                | médico e professor universitário | Portugal                              | m. 1994                                                            |                     |
| 21 de junho    | Jean-Paul Sartre                                 | filósofo                         | França                                | m. 1980 Nobel da Literatura 1964                                   | [ 12 ]              |
| 16 de agosto   | Marian Rejewski                                  | matemático e criptógrafo         | Polónia                               | m. 1980                                                            |                     |
| 3 de setembro  | Carl David Anderson                              | físico                           | Estados Unidos                        | m. 1991 Nobel da Física 1936                                       | [ 6 ]               |
| 6 de setembro  | Walther Müller                                   | físico                           | Alemanha                              | m. 1979                                                            |                     |
| 7 de setembro  | Eric John Underwood                              | cientista                        | Austrália                             | m. 1980                                                            |                     |
| 11 de setembro | Hans Freudenthal                                 | matemático                       | Alemanha                              | m. 1990                                                            |                     |
| 12 de setembro | Roger Marie Vincent Philippe Lévêque de Vilmorin | horticultor e genetecista        | França                                | m. 1980                                                            |                     |
| 30 de setembro | Nevill Francis Mott                              | físico                           | Reino Unido da Grã-Bretanha e Irlanda | m. 1996 Nobel da Física 1977 Medalha Hughes 1941 Medalha Real 1953 | [ 6 ] [ 13 ] [ 14 ] |
| 9 de outubro   | Llewellyn Ivor Price                             | paleontólogo                     | Brasil                                | m. 1980                                                            |                     |
| 23 de outubro  | Felix Bloch                                      | físico                           | Suíça                                 | m. 1983 Nobel da Física 1952                                       | [ 6 ]               |
| 9 de novembro  | Abraham Adrian Albert                            | matemático                       | Estados Unidos                        | m. 1972                                                            |                     |
| 28 de novembro | Albert W. Tucker                                 | matemático                       | Canadá                                | m. 1995                                                            |                     |
| 5 de dezembro  | Ruy Luís Gomes                                   | matemático                       | Portugal                              | m. 1984                                                            |                     |
| 9 de dezembro  | Herbert Fröhlich                                 | físico                           | Alemanha                              | m. 1991 Medalha Max Planck 1972                                    | [ 7 ]               |

## Mortes
| Data          | Nome                        | Profissão                          | Nacionalidade                         | Observações                                      | Ref    |
| ------------- | --------------------------- | ---------------------------------- | ------------------------------------- | ------------------------------------------------ | ------ |
| 14 de janeiro | Ernst Karl Abbe             | físico                             | Alemanha                              | n. 1840                                          |        |
| 6 de abril    | Henry Benedict Medlicott    | geólogo                            | Reino Unido da Grã-Bretanha e Irlanda | n. 1829 Medalha Wollaston 1888                   | [ 15 ] |
| 16 de abril   | Otto Wilhelm von Struve     | astrónomo                          | União Soviética                       | n. 1819                                          |        |
| 18 de junho   | Per Teodor Cleve            | químico e geólogo                  | Suécia                                | n. 1840 Medalha Davy 1894                        | [ 16 ] |
| 23 de junho   | William Thomas Blanford     | geólogo e naturalista              | Reino Unido da Grã-Bretanha e Irlanda | n. 1832 Medalha Wollaston 1883                   | [ 15 ] |
| 27 de julho   | Tobias Robertus Thalen      | físico                             | Suécia                                | n. 1827 Medalha Rumford 1884                     | [ 17 ] |
| 6 de outubro  | Ferdinand von Richthofen    | viajante, geógrafo e cientista     | Reino da Prússia                      | n. 1833 Medalha Wollaston 1892 Medalha Vega 1903 | [ 15 ] |
| 2 de novembro | Rudolph Albert von Kölliker | anatomista, biólogo e fisiologista | Suíça                                 | n. 1817                                          |        |

## Prémios

Otto Wilhelm von Struve
(1819 - 1905)

### Medalha Bigsby
- John Walter Gregory[18]

### Medalha Copley
- Dmitri Mendeleiev[19]

### Medalha Davy
- Albert Ladenburg[20]

### Medalha Guy de prata
- R.H. Rew[21]

### Medalha Hughes
- Augusto Righi[13]

### Medalha Lyell
- Hans Reusch[22]

### Medalha Matteucci
- Henri Poincaré[9]

### Medalha De Morgan
- Henry Frederick Baker[23]

### Medalha Murchison
- Edward John Dunn[24]

### Medalha de Ouro da Royal Astronomical Society
- Lewis Boss[25]

### Medalha Real
- Charles Scott Sherrington[26] e John Henry Poynting[26]

### Medalha Wollaston
- Jethro Justinian Harris Teall[15]

### Prémio Nobel
- Física - Philipp Eduard Anton von Lenard[6].
- Química - Johann Friedrich Wilhelm Adolf von Baeyer[27].
- Medicina - Robert Koch[28].